# Eliteserien 2016-2017 (pallavolo maschile)
La Eliteserien 2016-2017 si è svolta dal 1º ottobre 2016 al 29 aprile 2017: al torneo hanno partecipato sette squadre di club norvegesi e la vittoria finale è andata per la terza volta al Førde Volleyballklubb.

## Regolamento

### Formula
Le squadre hanno disputato un girone all'italiana, con gare di andata e ritorno; al termine della regular season, le squadre hanno acceduto ai play-off scudetto, strutturati in quarti di finale, giocati con una fase a girone e a cui hanno preso parte solo le formazioni classificate dal quarto al settimo posto in regular season, semifinali, a cui hanno presto parte le prime tre classificate in regular season e la prima classificata nei quarti di finale dei play-off scudetto, e finale, entrambe giocate al meglio di due vittorie su tre gare.

### Criteri di classifica
Se il risultato finale è stato di 3-0 o 3-1 sono stati assegnati 3 punti alla squadra vincente e 0 a quella sconfitta, se il risultato finale è stato di 3-2 sono stati assegnati 2 punti alla squadra vincente e 1 a quella sconfitta.
L'ordine del posizionamento in classifica è stato definito in base a:
- Punti;
- Numero di partite vinte;
- Ratio dei set vinti/persi;
- Ratio dei punti realizzati/subiti.

## Squadre partecipanti
| Club             | Città     | Palazzetto                | Stagione precedente          |
| ---------------- | --------- | ------------------------- | ---------------------------- |
| Viking           | Bergen    | Stemmemyren Bergen        | Campione di Norvegia         |
| Førde            | Førde     | Førdehuset Førde          | 3ª in Eliteserien            |
| Koll             | Oslo      | Kringsjåhallen Oslo       | 6ª in Eliteserien            |
| Randaberg        | Randaberg | Randaberghallen Randaberg | 5ª in Eliteserien            |
| ToppVolley Norge | Suldal    | Suldalshallen Suldal      | 1ª in 1. divisjon (girone 2) |
| Tromsø           | Tromsø    | Tromsøhallen Tromsø       | 4ª in Eliteserien            |
| NTNUI            | Trondheim | Dragvollhallen Trondheim  | 2ª in Eliteserien            |

## Torneo

### Risultati
| Partite |                            |     |                                   |
|         |                            |     |                                   |
| 01-10   | Randaberg-Førde            | 3-2 | 25-19, 22-25, 25-21, 22-25, 16-14 |
| 01-10   | Trondheim-Tromsø           | 0-3 | 23-25, 22-25, 19-25               |
| 02-10   | ToppVolley Norge-Førde     | 1-3 | 25-21, 19-25, 25-27, 17-25        |
| 02-10   | Koll-Bergen                | 0-3 | 18-25, 22-25, 16-25               |
| 08-10   | Bergen-Trondheim           | 3-0 | 25-16, 25-13, 25-14               |
| 08-10   | ToppVolley Norge-Tromsø    | 0-3 | 23-25, 17-25, 12-25               |
| 09-10   | Randaberg-Tromsø           | 3-0 | 25-22, 25-18, 25-21               |
| 09-10   | Førde-Trondheim            | 1-3 | 25-19, 9-25, 23-25, 21-25         |
| 15-10   | Trondheim-Randaberg        | 3-2 | 25-23, 22-25, 23-25, 25-16, 15-12 |
| 15-10   | Tromsø-Bergen              | 3-2 | 20-25, 25-22, 25-20, 25-27, 15-8  |
| 16-10   | Koll-Randaberg             | 0-3 | 19-25, 16-25, 18-25               |
| 22-10   | Tromsø-Førde               | 3-1 | 25-22, 25-17, 21-25, 25-17        |
| 22-10   | ToppVolley Norge-Koll      | 3-2 | 25-21, 25-23, 14-25, 16-25, 15-11 |
| 23-10   | Randaberg-Koll             | 3-1 | 25-17, 23-25, 27-25, 25-22        |
| 05-11   | Trondheim-ToppVolley Norge | 3-0 | 25-17, 25-22, 25-15               |
| 05-11   | Førde-Randaberg            | 3-2 | 21-25, 25-21, 25-21, 23-25, 15-13 |
| 06-11   | Koll-ToppVolley Norge      | 3-2 | 18-25, 25-14, 25-21, 18-25, 15-10 |
| 06-11   | Bergen-Randaberg           | 3-0 | 25-20, 25-19, 25-23               |
| 17-12   | Tromsø-Koll                | 3-0 | 25-22, 25-17, 25-13               |
| 17-12   | Førde-Bergen               | 2-3 | 26-24, 19-25, 23-25, 25-20, 11-15 |
| 17-12   | Randaberg-ToppVolley Norge | 3-0 | 25-11, 25-14, 25-17               |

| Partite |                            |     |                                   |
|         |                            |     |                                   |
| 18-12   | Trondheim-Koll             | 3-0 | 25-12, 25-15, 25-17               |
| 07-01   | Førde-Tromsø               | 1-3 | 25-27, 25-23, 16-25, 25-27        |
| 07-01   | ToppVolley Norge-Trondheim | 0-3 | 22-25, 22-25, 25-27               |
| 08-01   | Bergen-Tromsø              | 3-0 | 25-23, 31-29, 25-20               |
| 08-01   | Randaberg-Trondheim        | 1-3 | 25-20, 23-25, 25-27, 22-25        |
| 21-01   | Koll-Tromsø                | 0-3 | 19-25, 15-25, 19-25               |
| 04-02   | Trondheim-Førde            | 0-3 | 22-25, 22-25, 21-25               |
| 04-02   | Randaberg-Bergen           | 3-0 | 25-21, 25-21, 25-21               |
| 05-02   | Koll-Førde                 | 0-3 | 16-25, 19-25, 18-25               |
| 05-02   | ToppVolley Norge-Bergen    | 0-3 | 14-25, 20-25, 17-25               |
| 11-02   | Førde-ToppVolley Norge     | 3-0 | 28-26, 25-21, 25-21               |
| 11-02   | Tromsø-Randaberg           | 3-1 | 24-26, 25-22, 25-20, 25-15        |
| 12-02   | Bergen-ToppVolley Norge    | 3-1 | 25-20, 25-20, 26-28, 25-20        |
| 18-02   | Tromsø-ToppVolley Norge    | 3-1 | 25-13, 25-20, 19-25, 25-18        |
| 19-02   | Trondheim-Bergen           | 1-3 | 20-25, 17-25, 25-16, 17-25        |
| 04-03   | Bergen-Førde               | 3-2 | 25-19, 22-25, 16-25, 25-23, 15-9  |
| 05-03   | Koll-Trondheim             | 3-2 | 25-23, 21-25, 25-20, 17-25, 15-12 |
| 05-03   | ToppVolley Norge-Randaberg | 0-3 | 19-25, 21-25, 21-25               |
| 10-03   | Tromsø-Trondheim           | 3-0 | 25-10, 25-20, 25-20               |
| 11-03   | Bergen-Koll                | 3-0 | 25-19, 25-22, 25-20               |
| 12-03   | Førde-Koll                 | 3-0 | 26-24, 25-17, 25-18               |

### Classifica
| Pos. | Squadra          | Pt | G  | V  | P  | SV | SP | Ratio | PF    | PS    | Ratio |
| ---- | ---------------- | -- | -- | -- | -- | -- | -- | ----- | ----- | ----- | ----- |
| 1.   | Viking           | 29 | 12 | 10 | 2  | 32 | 12 | 2.666 | 1 025 | 902   | 1.136 |
| 2.   | Tromsø           | 29 | 12 | 10 | 2  | 30 | 12 | 2.500 | 1 009 | 860   | 1.173 |
| 3.   | Randaberg        | 22 | 12 | 7  | 5  | 27 | 18 | 1.500 | 1 031 | 963   | 1.070 |
| 4.   | Førde            | 20 | 12 | 6  | 6  | 27 | 21 | 1.285 | 1 070 | 1 050 | 1.019 |
| 5.   | NTNUI            | 18 | 12 | 6  | 6  | 21 | 22 | 0.954 | 934   | 935   | 0.998 |
| 6.   | Koll             | 5  | 12 | 2  | 10 | 9  | 34 | 0.264 | 829   | 996   | 0.832 |
| 7.   | ToppVolley Norge | 3  | 12 | 1  | 11 | 8  | 35 | 0.228 | 837   | 1 029 | 0.813 |

| Qualificata ai play-off scudetto |

### Play-off scudetto

#### Tabellone
|  | Semifinali | Semifinali | Semifinali | Semifinali | Semifinali |  |  | Finale | Finale | Finale | Finale | Finale |  |
|  |            |            |            |            |            |  |  |        |        |        |        |        |  |
|  | 1          | Viking     | 2          | 3          | 0          |  |  |        |        |        |        |        |  |
|  | 4          | Førde      | 3          | 2          | 3          |  |  | 4      | Førde  | Førde  | 3      | 3      |  |
|  | 2          | Tromsø     | 0          | 3          | 3          |  |  | 2      | Tromsø | Tromsø | 0      | 0      |  |
|  | 3          | Randaberg  | 3          | 0          | 1          |  |  |        |        |        |        |        |  |

#### Risultati
| Quarti di finale |                            |     |                            |
|                  |                            |     |                            |
| 24-03            | Trondheim-Koll             | 1-3 | 19-25, 21-25, 25-14, 23-25 |
| 24-03            | Førde-ToppVolley Norge     | 3-1 | 25-13, 25-16, 23-25, 26-24 |
| 25-03            | Trondheim-ToppVolley Norge | 3-0 | 25-19, 25-19, 25-23        |
| 25-03            | Førde-Koll                 | 3-0 | 25-13, 25-19, 25-10        |
| 26-03            | Førde-Trondheim            | 3-0 | 25-19, 28-26, 25-15        |
| 26-03            | Koll-ToppVolley Norge      | 3-0 | 28-26, 25-22, 25-19        |

| 1 | Førde            | 9 |
| 2 | Koll             | 6 |
| 3 | Trondheim        | 3 |
| 4 | ToppVolley Norge | 0 |

| Semifinali |                  |     |                                   |
|            |                  |     |                                   |
| 01-04      | Randaberg-Tromsø | 3-0 | 25-14, 25-22, 25-23               |
| 02-04      | Førde-Bergen     | 3-2 | 25-19, 22-25, 25-15, 20-25, 15-11 |

| 08-04 | Tromsø-Randaberg | 3-0 | 25-18, 25-23, 25-18              |
| 08-04 | Bergen-Førde     | 3-2 | 28-26, 17-25, 18-25, 25-16, 15-9 |

| 09-04 | Tromsø-Randaberg | 3-1 | 25-22, 22-25, 25-22, 28-26 |
| 09-04 | Bergen-Førde     | 0-3 | 19-25, 21-25, 22-25        |

| Finale |              |     |                     |
|        |              |     |                     |
| 22-04  | Førde-Tromsø | 3-0 | 25-21, 25-22, 25-22 |
| 29-04  | Tromsø-Førde | 0-3 | 19-25, 16-25, 18-25 |

## Verdetti
| Squadra | Qualificazione        |
| ------- | --------------------- |
| Førde   | Challenge Cup 2017-18 |
| Tromsø  | Challenge Cup 2017-18 |
| Viking  | Challenge Cup 2017-18 |

## Statistiche
| Rendimento individuale | Rendimento individuale | Rendimento individuale | Rendimento individuale |
| Pos.                   | Nome                   | Punti                  | Squadra                |
| ---------------------- | ---------------------- | ---------------------- | ---------------------- |
| 1                      | Vetle Hylland          | 232                    | Viking                 |
| 2                      | Kristoffer Østvik      | 223                    | Tromsø                 |
| 3                      | Ask Hansen             | 200                    | Randaberg              |
| 4                      | Mathias Loftesnes      | 198                    | Førde                  |
| 5                      | Sigurd Festøy          | 181                    | NTNUI                  |
| 6                      | Kristian Bjelland      | 142                    | Viking                 |
| 7                      | Petter Østvik          | 129                    | ToppVolley Norge       |
| 8                      | Ljubiša Janjić         | 119                    | Randaberg              |
| 9                      | Håvard Aarrestad       | 117                    | Førde                  |
| 9                      | Martin Støyten         | 117                    | Tromsø                 |

| Attacchi vincenti | Attacchi vincenti | Attacchi vincenti | Attacchi vincenti |
| Pos.              | Nome              | Punti             | Squadra           |
| ----------------- | ----------------- | ----------------- | ----------------- |
| 1                 | Vetle Hylland     | 196               | Viking            |
| 2                 | Kristoffer Østvik | 196               | Tromsø            |
| 3                 | Mathias Loftesnes | 175               | Førde             |
| 4                 | Ask Hansen        | 169               | Randaberg         |
| 5                 | Sigurd Festøy     | 158               | NTNUI             |
| 6                 | Kristian Bjelland | 113               | Viking            |
| 7                 | Jarand Roalkvam   | 102               | ToppVolley Norge  |
| 8                 | Jon Arnesen       | 99                | NTNUI             |
| 9                 | Håvard Aarrestad  | 95                | Førde             |
| 10                | Morten Lillehagen | 94                | NTNUI             |

| Muri vincenti | Muri vincenti         | Muri vincenti | Muri vincenti    |
| Pos.          | Nome                  | Punti         | Squadra          |
| ------------- | --------------------- | ------------- | ---------------- |
| 1             | Petter Østvik         | 38            | ToppVolley Norge |
| 2             | Ljubiša Janjić        | 31            | Randaberg        |
| 3             | Kristjan Valdimarsson | 28            | Tromsø           |
| 4             | Ask Hansen            | 20            | Randaberg        |
| 4             | Brage Roaldkvam       | 20            | Randaberg        |
| 6             | Rune Berg             | 19            | Randaberg        |
| 6             | Robin Bergheim        | 19            | Tromsø           |
| 6             | Sverre Flåskjær       | 19            | Førde            |
| 6             | Jon Haukås            | 19            | Viking           |
| 6             | Vetle Hylland         | 19            | Viking           |
| 6             | Kristoffer Østvik     | 19            | Tromsø           |

| Battute vincenti | Battute vincenti  | Battute vincenti | Battute vincenti |
| Pos.             | Nome              | Punti            | Squadra          |
| ---------------- | ----------------- | ---------------- | ---------------- |
| 1                | Henrik Hole       | 28               | Koll             |
| 2                | Vetle Hylland     | 17               | Viking           |
| 3                | Ørjan Siljander   | 15               | Viking           |
| 4                | Sigurd Festøy     | 14               | NTNUI            |
| 5                | Jon Berntzen      | 13               | NTNUI            |
| 5                | Martin Støyten    | 13               | Tromsø           |
| 7                | Kristian Bjelland | 12               | Viking           |
| 7                | Gøran Rønneberg   | 12               | Randaberg        |
| 9                | Ask Hansen        | 11               | Randaberg        |
| 9                | Brage Roaldkvam   | 11               | Randaberg        |
| 9                | Petter Østvik     | 11               | ToppVolley Norge |

NB: I dati sono riferiti esclusivamente alla regular season.